# Lavergne (Lot)
 Lavergne  es una comuna y población de Francia, en la región de Mediodía-Pirineos, departamento de Lot, en el distrito de Gourdon y cantón de Gramat.
Su población en el censo de 1999 era de 410 habitantes.
Está integrada en la Communauté de communes du Pays de Padirac .

## Demografía
| 294 | 297 | 279 | 292 | 387 | 410 |
| Para los censos de 1962 a 1999 la población legal corresponde a la población sin duplicidades (Fuente: INSEE [Consultar]) |     |     |     |     |     |